# Dichromanthus
Dichromanthus là một chi thực vật có hoa trong họ Orchidaceae. 

## Danh sách loài
- Dichromanthus aurantiacus  (Lex.) Salazar & Soto Arenas (2002)
- Dichromanthus cinnabarinus  (Lex.) Garay 1982)
- Dichromanthus michuacanus  (Lex.) Salazar & Soto Arenas (2002)

## Hình ảnh

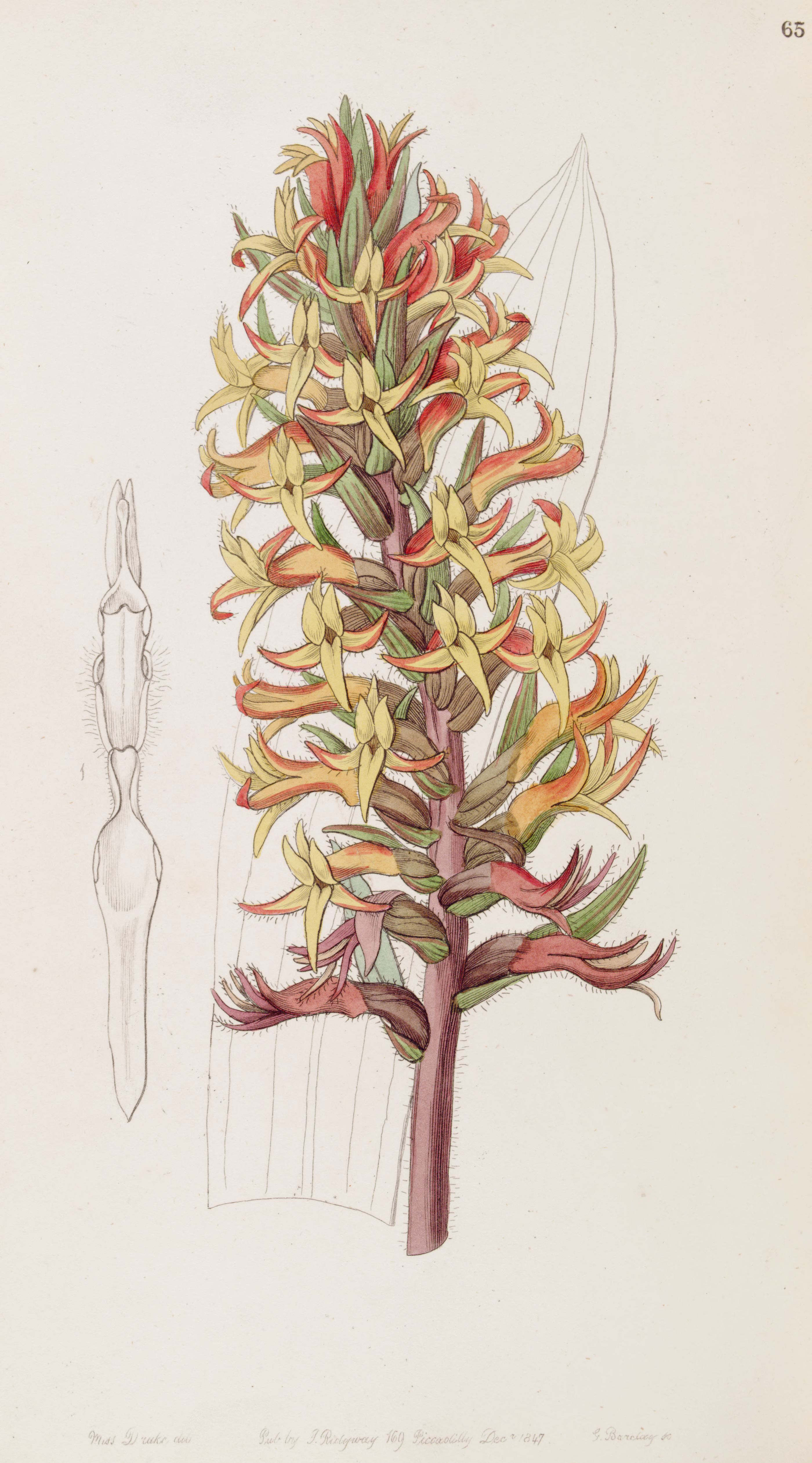